# لومان (دماوند)
لومان ، روستایی از توابع بخش مرکزی شهرستان دماوند در استان تهران است.

## جمعیت
این روستا در دهستان جمع‌آبرود قرار دارد و براساس سرشماری مرکز آمار ایران در سال ۱۳۹۰، جمعیت آن ۳۰۶ نفر (۱۰۵ خانوار) بوده‌است.